# آلان كوين
آلان كوين (بالإنجليزية: Alan Quinn)‏ (13 يونيو 1979 بدبلن في جمهورية أيرلندا - ) هو لاعب كرة قدم أيرلندي في مركز الوسط. شارك مع منتخب جمهورية أيرلندا لكرة القدم. أما مع النوادي، فقد لعب مع إيبسويتش تاون وشيفيلد وينزداي وشيفيلد يونايتد ونادي سندرلاند وHandsworth F.C. ‏.

## وصلات خارجية
- آلان كوين على موقع قاعدة بيانات كرة القدم.إي يو (الإنجليزية)
- آلان كوين على موقع ناشيونال فوتبول تيمز (الإنجليزية)
- آلان كوين على موقع Soccerbase.com (لاعب) (الإنجليزية)
- آلان كوين على موقع عالم كرة القدم.نت (الإنجليزية)